# 公主法典
《公主法典》是由Agatsuma Entertainment於2012年4月19日在任天堂3DS推出的動作角色扮演遊戲。
2018年8月2日以強化版《公主法典EX》之名，移植到任天堂Switch平台。

## 外部連結
- 官方网站（日語）
- 官方网站（日語）